# Larnax sagasteguii
Larnax sagasteguii är en potatisväxtart som beskrevs av S. Leiva Gonzalez, V. Quipuscoa Silvestre och N.W. Sawyer. Larnax sagasteguii ingår i släktet Larnax och familjen potatisväxter. Inga underarter finns listade i Catalogue of Life.